# Delphinium koelzii
Delphinium koelzii är en ranunkelväxtart som beskrevs av Philip Alexander Munz. Delphinium koelzii ingår i släktet storriddarsporrar, och familjen ranunkelväxter. Inga underarter finns listade i Catalogue of Life.